# Byrrhinus formosanus
Byrrhinus formosanus är en skalbaggsart som beskrevs av Maurice Pic 1935. Byrrhinus formosanus ingår i släktet Byrrhinus och familjen lerstrandbaggar. Inga underarter finns listade i Catalogue of Life.